# Fulton (Texas)
Fulton ist eine Kleinstadt mit dem Status „Town“ im Aransas County im US-Bundesstaat Texas. Das U.S. Census Bureau hat bei der Volkszählung 2020 eine Einwohnerzahl von 1.523 ermittelt.

## Geographie
Die Stadt liegt direkt an der Aransas Bay, die durch die vorgelagerte San José Island vom Golf von Mexiko getrennt ist. Fulton schließt sich an die südlich gelegene Stadt Rockport an und befindet sich etwa 55 Kilometer nordöstlich von Corpus Christi und 200 Kilometer südöstlich von San Antonio. Der Texas State Highway 35 verläuft mitten durch Fulton.

## Geschichte
Mitte des 19. Jahrhunderts ließen sich Siedler unter Führung des Land-Entwicklers George W. Fulton in der Gegend nieder. Ihm zu Ehren wurde der Ort 1866 Fulton genannt. Lebensgrundlage der Einwohner wurde zunächst die Verschiffung von Rindertalg und anderer Güter.
Die Verarbeitung von Garnelen (shrimps) und Austern (oysters) sind heute neben dem Tourismus die wichtigsten Wirtschaftszweige.
Aufgrund des milden Klimas und der idyllischen Lage entwickelte sich Fulton zunehmend zum Altersruhesitz vieler Amerikaner, wodurch das Durchschnittsalter der Einwohner deutlich anstieg.

## Historische Gebäude und Sehenswürdigkeiten
Das George W. Fulton Mansion sowie das Kent-Crane Shell Midden sind in der Liste der Einträge im National Register of Historic Places im Aransas County aufgeführt.

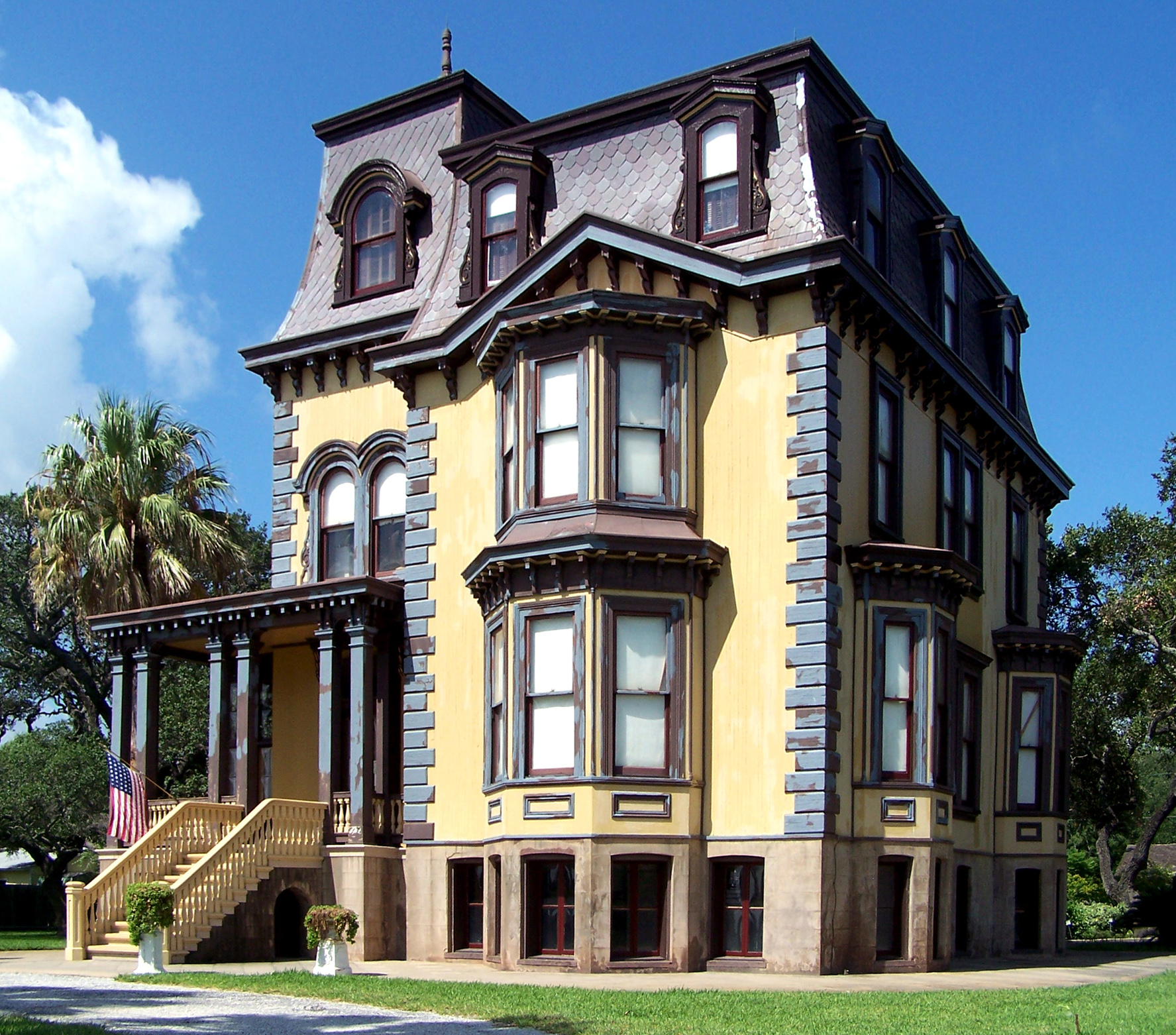
George W. Fulton Mansion

## Demografische Daten
Im Jahr 2013 wurde eine Einwohnerzahl von 1429 Personen ermittelt. Dies entspricht einer Bevölkerungsabnahme um 8,0 % gegenüber dem Jahr 2000. Das Durchschnittsalter lag 2013 mit 53,2 Jahren erheblich oberhalb des Wertes von Texas, der 30,8 Jahre betrug.